# El infierno de todos tan temido
El infierno de todos tan temido es una película mexicana de 1979, dirigida por Sergio Olhovich, basada en el libro homónimo de Luis Carrión Beltrán. Fue producida por Conacine y protagonizada por Manuel Ojeda. Se empezó a rodar el 29 de enero de 1979 en los Estudios Churubusco y en el Hospital Psiquiátrico de Tlalpan. Se estrenó en México el 10 de septiembre de 1981 en los cines Tlatelolco, Dolores del Río, Ermita, Marina, Bahía, Colonial y Elvira.

## Argumento
Un joven escritor que ha sido parte del movimiento estudiantil del 68 trata de rehacer su vida después del conflicto pero se ve atrapado en el alcohol y las drogas. Debido a la depresión, sus adicciones y sus conflictivas posturas políticas, es internado en un manicomio. Aquí encuentra la manera de liderar una rebelión de los internos en contra de las autoridades para luchar contra las represalias que sufrían, de esta manera puede canalizar los tormentos que lo aquejaban.

## Reparto
- Manuel Ojeda como Jacinto Chontal.
- Diana Bracho como Andrea.
- Delia Casanova
- Jorge Humberto Robles
- Noé Murayama
- Gabriel Retes
- Leonor Llausás
- Abel Woolrich
- Lina Montes
- José Nájera
- Jorge Victoria
- Ignacio Retes

## Premios
- 1980 Ariel a la mejor Actuación Masculina (Manuel Ojeda)
- 1980 Ariel a la mejor Coactuación Femenina (Diana Bracho)